# Pony Exmoor
Il pony Exmoor è la razza equina più antica e pura originaria delle Isole britanniche. Il suo nome deriva dall’omonima area di brughiera del Devon e del Somerset nel sud-ovest dell’Inghilterra. Data la sua resistenza il pony è utilizzato per una varietà di attività equestri e inoltre grazie alla sua presenza nell’Exmoor contribuisce alla conservazione e alla gestione di numerosi habitat naturali da pascolo.

## Origini e storia
Gli antenati delle razze autoctone di pony inglesi vennero via terra dall'Alaska circa 130.000 anni fa e si diffusero ampiamente in quelle che oggi sono le isole britanniche. I primi pony selvaggi arrivarono infatti in Gran Bretagna camminando attraverso una pianura paludosa che sarebbe poi diventata la Manica. Si diffusero in tutta l’Inghilterra, con estrema facilità grazie alle loro caratteristiche morfologiche.
Questi colonizzatori equini costituirono una risorsa importante per i cacciatori dell'età della pietra, il loro numero infatti venne ridotto a causa della caccia. Successivamente i cambiamenti climatici e le trasformazioni ambientali avvenute durante il mesolitico portarono a una conquista del pascolo presente in pianura da parte degli alberi; con una conseguente restrizione delle popolazioni dei pony in collina e in montagna. Il British Hill Pony si sviluppò di conseguenza.
Gli appassionati di Exmoor sostengono infatti che la razza discenda direttamente da una popolazione isolata di antenati selvatici allevati puri fin dall’era glaciale e quindi con più di 10.000 anni. La ricerca moderna del DNA non ha supportato quella visione tradizionalmente sostenuta sull'origine del pony Exmoor, poiché studi esistenti indicano che la razza condivida il DNA mitocondriale ereditato dalla madre e il cromosoma Y ereditato paternamente con varie altre razze equine domestiche provenienti da tutto il mondo.
La prima dimostrazione riguardo alla presenza di cavalli domestici in Inghilterra proviene da indagini archeologiche che dimostrano che gli antichi britannici utilizzavano ampiamente il trasporto su ruote con l’uso di cavalli da traino nel sud-ovest dell'Inghilterra già nel 400 a.C. Ricerche recenti hanno indicato che vi era un significativo coinvolgimento romano nelle miniere di Exmoor. Diversi metalli furono trasportati in giro e sono state ritrovate sculture romane, che mostravano carri inglesi trainati da pony fenotipicamente simili all'Exmoor.
Quando si formò la Manica (5.000 - 8.000 anni fa) questa popolazione equina si isolò sulle isole britanniche senza ulteriori contatti con le popolazioni continentali, se non attraverso l'attività dell'uomo. Questo isolamento genetico venne consolidato per mezzo di prove archeologiche, dove si scoprì una forte somiglianza con l'Exmoor di oggi.
Quando l'uomo divenne un agricoltore e si stabilì nelle aree di pianura, dividendo la terra in campi e aziende agricole, le popolazioni di pony British Hill si isolarono l'una dall'altra e i loro destini seguirono percorsi diversi. Ciò ha portato oggi alla formazione di nove razze autoctone riconosciute di pony in Gran Bretagna. In ogni area l'interferenza umana ha portato alla miscelazione di diversi ingredienti genetici per produrre razze distinte. Ad esempio, i mercenari romani introdussero cavalli frisoni nel nord dell'Inghilterra, che si mescolarono con i pony British Hill per produrre il pony Fell. Nella regione dell’Exmoor si è svolta una storia molto diversa. Mentre in ogni altra parte della Gran Bretagna venne introdotto altro sangue equino, compromettendo drasticamente l'aspetto del pony di British Hill, su Exmoor ciò non accadde. La maggior parte delle modifiche dei pony avvenute nel resto della Gran Bretagna negli ultimi cento anni possono essere collegate alle influenze dovute al commercio nei porti. Questi scambi commerciali infatti introdussero nuovi animali, nuove idee ma soprattutto modifiche dovute all’influenza dei proprietari terrieri. Exmoor invece fino a poco tempo fa era un luogo dimenticato senza rotte di navigazione o grandi porti nelle vicinanze. Questo permise ai pony di mantenere un sangue puro, senza l’introduzione di nuove linee.
I pascoli interessati erano controllate da guardiani che lavoravano per la Corona e gestivano Exmoor come una distesa di pascoli montani dove gli agricoltori della periferia potevano pascolare il loro patrimonio (pony, pecore e bovini) tramite pagamento di tasse. Solo il guardiano principale gestiva gli stalloni della razza locale. L'insorgenza dei pony in Exmoor fu menzionata per la prima volta nel 1086 nel Domesday Book; dopo che i dati storici sono rari.

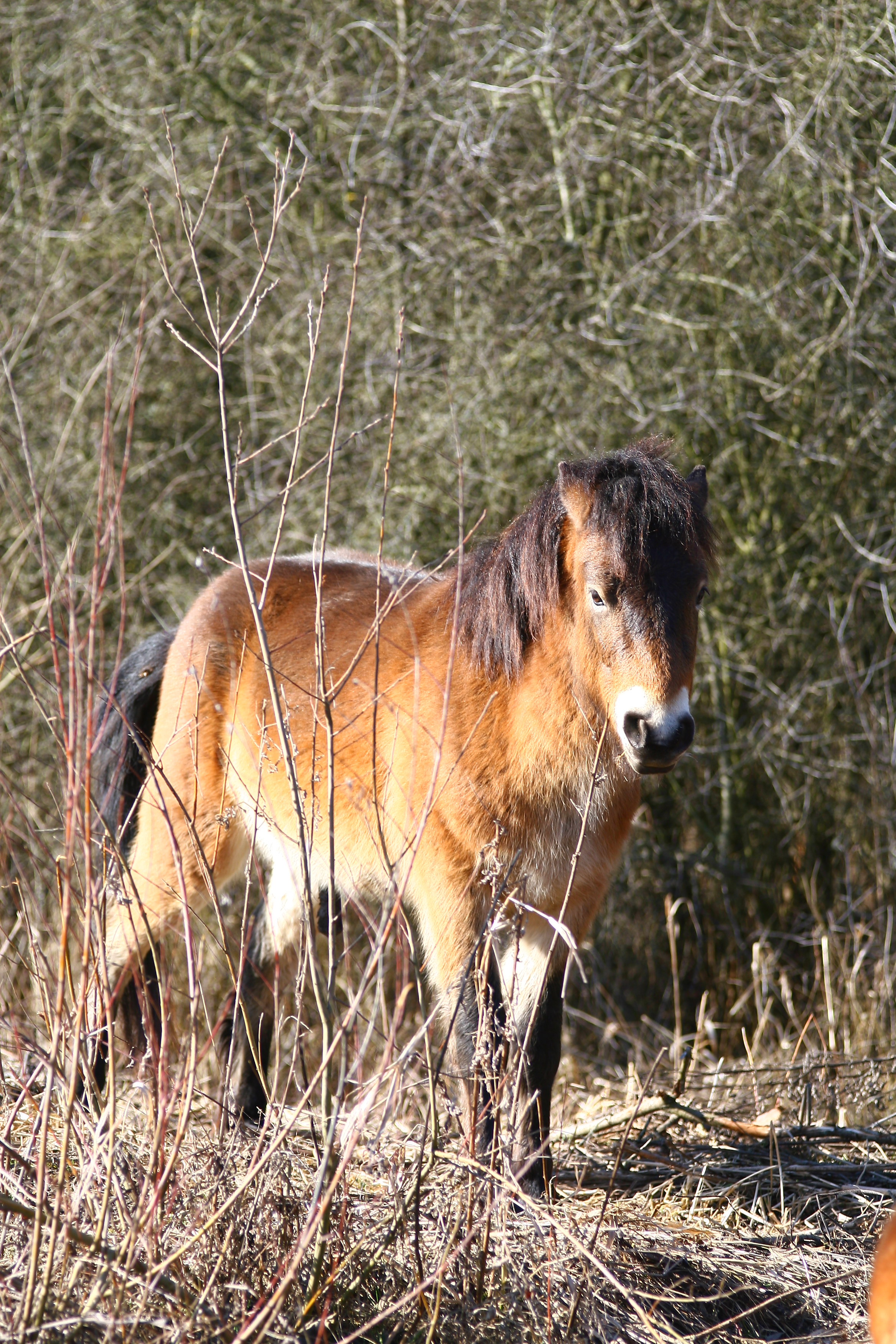
Pony Exmoor

Fino al 1818, gran parte della distesa aperta di Exmoor era designata come "Foresta Reale", intesa come terreno di caccia. Dopo il 1818 la Corona vendette la brughiera a un privato, un industriale che credeva di poter “domare” Exmoor e renderlo un sistema agricolo più produttivo. Egli, riteneva che si sarebbe potuta migliorare qualunque cosa riguardante la natura, compresi i pony. Ma il guardiano uscente, Sir Thomas Acland, prese 30 dei veri pony Exmoor e fondò una mandria. L’industriale che aveva acquistato la Foresta Reale, sperimentò e produsse pony che non potevano prosperare nei rigidi inverni di Exmoor. Thomas Acland e alcuni colleghi divennero forse alcuni dei primi "ambientalisti", allevando i pony Exmoor fedeli alle vere origini.
La Exmoor Pony Society è stata fondata nel 1921 da allevatori preoccupati per la purezza della specie. Successivamente negli anni '30 i pony diventarono molto popolari tra i bambini, grazie in gran parte al successo del libro che racconta la storia della vita di un pony Exmoor. L'ultimo branco incrociato, che era vissuta separatamente dai vari Exmoors, si estinse all'inizio del 21 esimo secolo. I pony del guardiano continuarono a riprodursi e i loro discendenti ora formano il famoso branco di "Anchor" che corre sulle Winsford Hills.  Nella maggior parte dei casi, le famiglie di agricoltori che avevano salvato i pony nel 1818 sono ancora oggi coinvolte nell'allevamento di Exmoors. Essendo sopravvissuti alla dispersione nel 1818 e alla moda del "miglioramento" che avrebbe potuto cambiarli oltre il riconoscimento, i pony Exmoor furono quasi sterminati durante la Seconda Guerra Mondiale. Durante la guerra infatti le mandrie di pony trascorsero un periodo molto difficile, a causa dell’assenza di proprietari, ma anche perché le porte della brughiera furono lasciate aperte permettendo così ai macellai dell’epoca di usarli come fonte di carne durante il razionamento. Le aree di pascolo persero la loro sicurezza. Inoltre alcune truppe si esercitavano su obbiettivi vivi come i pony.

### Dagli anni Quaranta in poi
Alla fine della guerra nel 1946 si stima che non siano sopravvissuti più di 50 pony Exmoor e solo 6 puledri di razza pura furono registrati nell'intera brughiera. Una donna di nome Mary Etherington, che viveva a Exmoor, radunò agricoltori e proprietari terrieri per ricominciare l'allevamento dei pony e aumentare i numeri. Fece anche esporre due Exmoors allo zoo di Londra per attirare l'attenzione sulla loro situazione. La popolazione cominciò così a riprendersi e a crescere. La selezione naturale ha aiutato il pony a sopravvivere all’umidità e alle basse temperature del territorio senza l’aiuto dell’uomo e, in certi casi, perfino in assenza di cibo.
Gli Exmoor furono esportati per la prima volta in Nord America (in Canada) durante gli anni cinquanta, dove tuttora ci sono ancora delle piccole mandrie. Anche se il numero è aumentato gradualmente, a metà degli anni '70 venivano registrati circa 30 puledri Exmoor all'anno. Tuttavia, nei primi anni '80 l'attenzione si focalizzò nuovamente sulla loro importanza zoologica e sulla loro rarità. L'entusiasmo per l'allevamento di Exmoors è tornato, aumentando la domanda di puledri. All'epoca molti nuovi proprietari acquistarono Exmoors come impegno per la conservazione dei loro pascoli. Il National Trust, English Nature e diversi trust della fauna selvatica della contea hanno creato piccole mandrie libere su riserve naturali sensibili per gestire la vegetazione. Ciò sta riscuotendo molto successo e giova alla conservazione del pony Exmoor insieme alla conservazione di interi habitat. Ogni Exmoor registrato di razza fu marchiato con una stella a quattro punte sulla spalla sinistra fino agli anni 2000; questo fenomeno ha attirato numerose critiche e ora è una pratica limitata a pony selvatici come scelta degli allevatori. Le cifre si attestano ora a circa 3000 pony in tutto il mondo. La Exmoor Pony Society attualmente afferma che "Esistono circa 500 pony stabili in Exmoor e altri 3.500 in località nel Regno Unito e in molti altri paesi. Sebbene il numero sia salutare, la stragrande maggioranza dei pony si trova in situazioni non riproduttive".

## Caratteristiche

### Morfologia
Il pony Exmoor è considerato la più antica razza nativa britannica. È un pony dal temperamento attento, intelligente, talentuoso e volenteroso poiché imparano velocemente e si divertono a lavorare. Sono anche considerati animali gentili, di buon umore e vigili, che vanno d’accordo con tutti, compresi bambini e adulti. La robustezza della razza la rende adatta al pascolo per la conservazione e contribuisce alla gestione di molte brughiere, altri habitat naturali nonché alla conservazione dello stesso Exmoor. Il loro apparato digerente ha una grande capacità, ed è una caratteristica molto importante in inverno poiché consumano grandi quantità di materiale ruvido/grezzo che fornisce loro calore interno. La selezione naturale ha aiutato il pony a sopravvivere all’umidità e alle basse temperature del territorio senza l’aiuto dell’uomo e in certi casi perfino in assenza di cibo. La sua vita ha una durata media di 27 anni. Le nascite dei puledri si registrano nel periodo che intercorre tra la primavera e l’inizio estate, in cui i piccoli hanno la possibilità di trascorrere il periodo accanto alla madre, imitando i loro comportamenti. In questa fase riescono ad accumulare un deposito di grasso che li aiuterà durante la stagione fredda. Durante la stagione autunnale, invece, tutte le mandrie vengono spostate nelle aziende agricole per dei controlli e i puledri vengono selezionati per essere venduti o restituiti alla brughiera per l'inverno.

#### Standard di razza
L’Exmoor presenta una testa compatta, asciutta e ben attaccata, con una fronte ampia. Le orecchie sono piccole, appuntite e molto carnose. La mascella è profonda e i denti sono adatti a una dieta grossolana. Gli incisivi (o denti pungenti) sono curvati in modo da incontrarsi verticalmente e quindi tagliare in modo pulito ed efficiente l’erba di pascolo. L'efficienza del morso non sembra diminuire così rapidamente con l'età come si vede invece in molti altri cavalli. I molari (denti masticatori) sono molto grandi e ben radicati nella mascella così da compiere una funzione masticatoria efficiente. La loro eccellente conformazione dentale gli permette di mantenere un pascolo pulito. Espiantano le erbe più difficili che gli altri cavalli non mangerebbero, permettendo alle piante più delicate di crescere. 
Gli occhi dell’Exmoor, grandi e ben distanziati, vengono detti “occhi da rospo”. Questa descrizione ostica fa paragone al loro aspetto incappucciato con la finalità però di proteggerli dalle fredde condizioni atmosferiche della brughiera.
Il collo è molto muscoloso e ben attaccato al dorso. Le spalle sono alte con scapole vicine ad un garrese asciutto e robusto. 

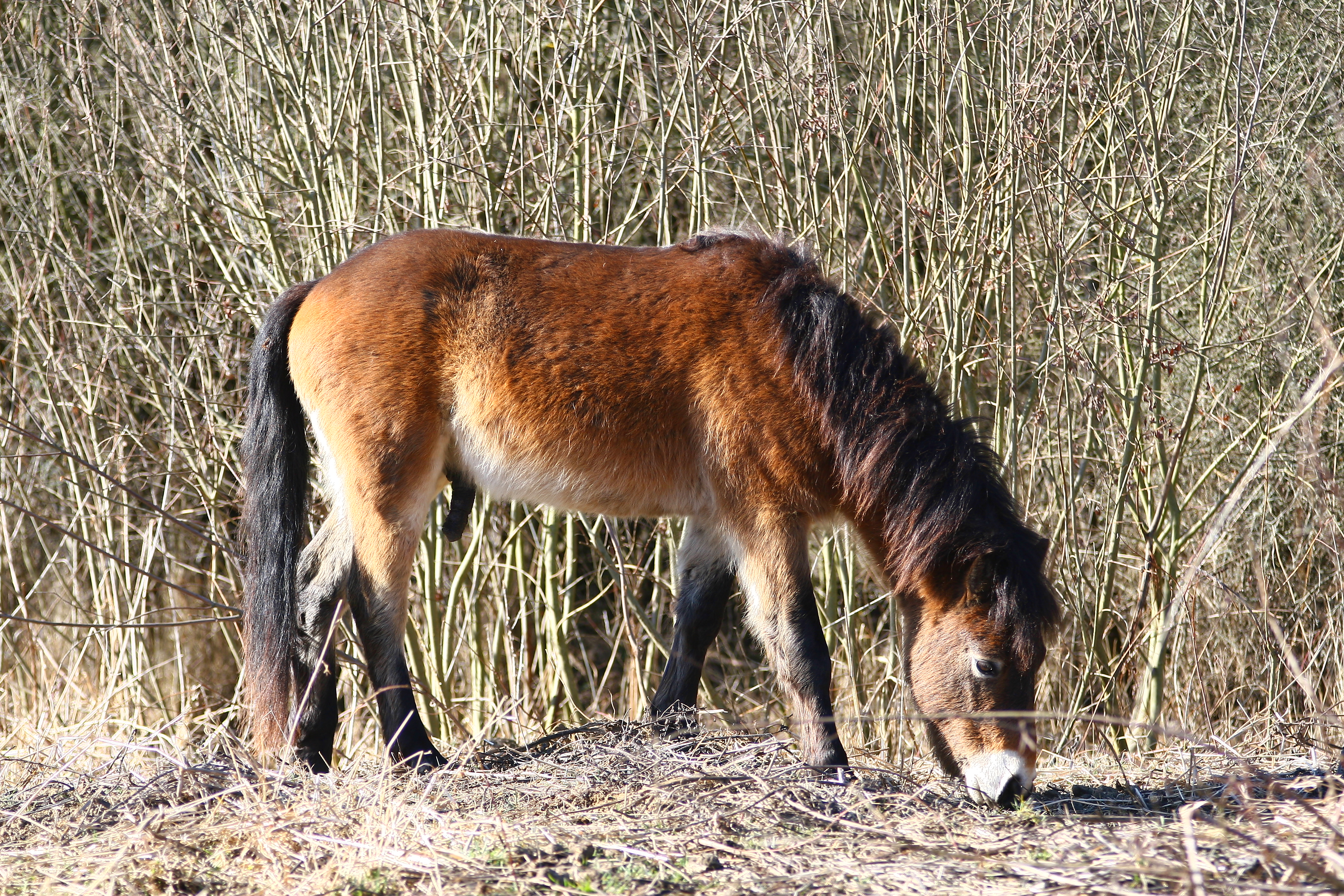
Morfologia del Pony

Il corpo è compatto con sottopancia largo, le costole sono lunghe e ben spaziate. Il dorso è ampio e livellato; la groppa muscolosa e a volte doppia presenta un’attaccatura bassa della coda.
Gli arti sono corti e puliti alla vista, con articolazioni ben sviluppate e ampie ossa. Gli anteriori sono dritti, ben distanziati e perfettamente disposti. I posteriori sono ben divaricati, quasi perpendicolari al garretto che si trova in linea con l’osso pelvico. Il movimento si compie in modo diretto e naturale.
Gli zoccoli sono ben formati, ben sagomati e di una consistenza molto dura. La muraglia (parete dello zoccolo) si presenta uniformemente scura e pulita.

##### Mantello
Per quanto riguarda il manto del pony, la colorazione dell’Exmoor varia da un sorcino al sauro al baio scuro. Le regioni intorno agli occhi, al naso e ai fianchi sono di un colore farinoso, mentre i crini di criniera e coda sono marroni, talvolta neri. Questa tipologia di colorazione, uniforme in tutta la popolazione, è tipica degli animali erbivori che in natura verrebbero predati come bovini, ovini e antilopi. Lo scopo di questo aspetto sembra dunque essere correlato al camuffamento. I pony Exmoor infatti si fondono molto bene con il loro habitat di brughiera, aiutati anche dalla colorazione più chiara di muso e contorno occhi, che rendono i movimenti meno evidenti al predatore. I puledri Exmoor nascono invece con una colorazione del mantello molto più chiara, la quale cambia man mano che crescono i primi peli invernali e a circa sei mesi raggiungono il colore degli adulti.

##### Struttura del pelo
Il mantello muta a seconda della stagione che si avvicina, originando un mantello estivo e uno invernale.
Con l’arrivo del freddo l’Exmoor sviluppa un cappotto invernale composto da due strati che forniscono protezione termica e impermeabile. I peli vicino alla pelle, che formano il sottopelo, hanno una trama fine ed elastica e formano uno strato isolante. I peli esterni sono ruvidi, grassi e quindi idrorepellenti. L'efficacia di questo mantello a doppio strato è evidente nel fenomeno del “snow-thatching” o “scivolo di neve”. Questa conformazione è stata progettata per incanalare pioggia e neve e farle scivolare a terra. In tal modo il corpo non viene raffreddato dall’acqua. La coda, la criniera, il ciuffo e, in inverno, la barba sono specializzati nel ricambio d’acqua. Il ventaglio di peli corti vicino alla radice della coda è chiamato "scivolo di neve", ma la sua funzione è più quella di incanalare l'acqua piovana sui glutei in modo che non scorra sotto la coda. La criniera e la coda a pelo lungo infatti sono adattamenti a questo bisogno primario di disperdere l'acqua dal corpo.

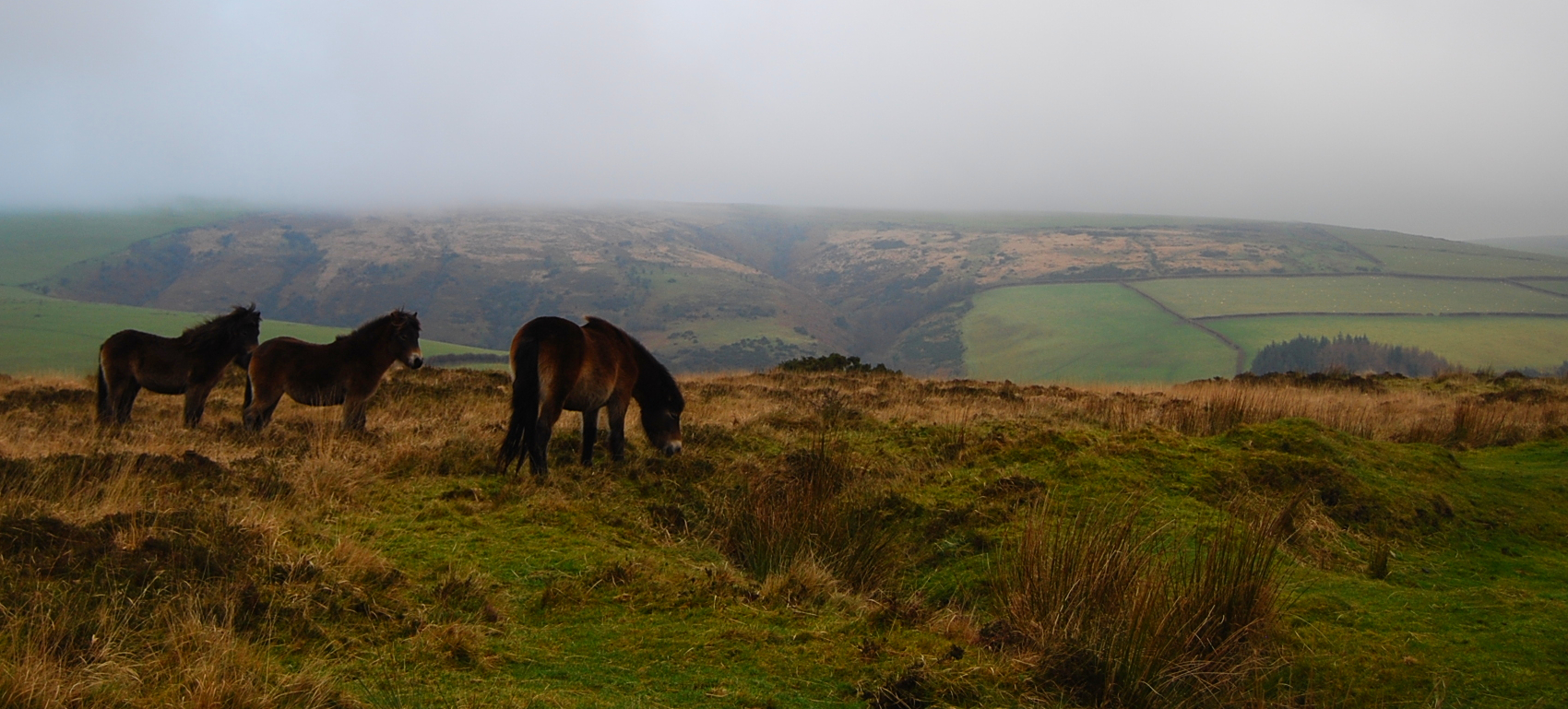
Exmoors in Exmoor

Il mantello estivo si forma all’inizio dell’estate fino a circa metà agosto. Questo mantiene le proprietà di drenaggio ma è costituito da un solo strato, poiché l'isolamento non è necessario. È un mantello duro e lucido che in alcuni individui ha un aspetto leggermente screziato.

##### Misure biometriche
Gli standard di razza prevedono che le fattrici non superino i 127 cm di altezza al garrese e gli stalloni e castroni i 129 cm. Il peso può variare a seconda del sesso dai 318 ai 363 kg.

#### Informazioni rapide
| Conosciuto anche come             | Pony celtico |
| --------------------------------- | --- |
| Temperamento/Personalità          | Amichevole, addestrabile, temperato, ottimo lavoratore |
| Caratteristiche morfologiche      | Tozzo, robusto, petto profondo, schiena e groppa larga, gambe corte, zoccoli duri, mascelle inferiori relativamente grandi con un dente in più (settimo molare), testa grande con le orecchie piccole, grandi occhi pronunciati; mantello invernale con un sottostrato lanoso e uno strato superiore composto da peli più lunghi; criniera e coda lunga e folta. |
| Colori                            | Sorcino, sauro, baio scuro; infarinatura su occhi, naso e fianchi. Le marcature bianche non sono consentite. |
| Altezza (dimensione)              | Fattrici: 127 cm, stalloni e castroni: 129 cm |
| Peso                              | Circa 318-363 kg |
| Tipo di sangue                    | Sangue caldo |
| Usi comuni                        | Per agilità, guida a lunga distanza, mostra e anche per la conservazione del pascolo e della cura del bestiame; precedentemente utilizzato per trasporto di carri agricoli. |
| Salute                            | Una razza sana; resistenti alle comuni malattie equine |
| Gaited                            | Sì, movimento confortevole, dritto, sciolto |
| Tratti popolari                   | Resistenza, aspetto equilibrato, forza, occhio incappucciato, peli corti grossolani sulla parte superiore della coda |
| Alimentazione/Dieta               | Prevalentemente erba di pascolo |
| Paese di origine                  | Regno Unito (UK) |
| Registro/Associazione delle razze | La Exmoor Pony Society – breed standard |

## Attualità

### Le organizzazioni
Per la conservazione e il benessere della razza negli anni sono state fondate diverse associazioni, che si occupano del mantenimento e della salvaguardia degli Exmoor.
Tra queste ricordiamo la Exmoor Pony Society, fondata nel 1921 dai proprietari dei pascoli che intendevano garantire la purezza della razza, per fare in modo che non si perdesse attraverso l’incrocio e per promuovere ed incoraggiare il loro allevamento. La società ha istituito un sistema in base al quale i puledri dei genitori registrati devono essere controllati annualmente ed eventualmente registrati nel libro genealogico, se non presentano difetti squalificanti. Ad esempio un puledro con una qualsiasi concentrazione di peli bianchi sul corpo, sulla criniera o sulla coda, o macchie bianche sugli arti viene escluso. Questo perché il bianco è tradizionalmente visto come estraneo a un vero Exmoor e si ritiene che sia il residuo di una piccolissima quantità di sangue esterno che potrebbe essere entrato accidentalmente nella razza.Se il puledro invece viene accettato allora viene marchiato a caldo in vari punti: di maggior valore è la piccola stella vicino alla spalla che li identifica come puri pony Exmoor, poi sotto la stella viene aggiunto il numero della mandria e infine sul retro-sinistro viene nuovamente marchiato con un numero unico così da poter risalire alla sua mandria di origine. Questa pratica ha attirato però numerose critiche e per tale motivo dal 2000 è limitata ai pony selvatici. La Exmoor Pony Society ha circa 700 membri e tiene una parata annuale di stalloni a Exford a maggio e uno Breed Show vicino a Exford ad agosto.
La Moorland Mousie Trust è invece una organizzazione britannica fondata nel 2000 che ha come scopo il miglioramento della conservazione dei pony Exmoor. Poiché c'è poco mercato per i puledri di questa razza l'organizzazione lavora per raccogliere fondi che vengono poi destinati ai castroni e al loro addestramento. La preoccupazione più di rilievo per i pony allevati lontano dalle brughiere e che trascorrono troppo tempo lontano dal loro ambiente naturale è quella che perdano robustezza e caratteri distintivi.

### La conservazione del pascolo
A partire dall'anno 2000 c'è stata una crescente sensibilizzazione del valore dei pony puri. Tutte le loro caratteristiche naturali che li rendono così ben adattati alle dure condizioni della brughiera si sono dimostrate strumentali per mantenere l'integrità di quel paesaggio. Sono infatti abituati a vivere con condizioni meteorologiche ostili e a nutrirsi anche con cattivi foraggi, rendendoli così animali ideali per la conservazione del pascolo. Il pascolo è necessario per rimuovere la boscaglia e le erbe ruvide, incoraggiando così la fauna selvatica e le piante alla crescita. I pony Exmoor svolgono molto bene questa funzione, poiché sono animali molto resistenti, con la capacità di prosperare in tutti i tipi di habitat, dalle alte brughiere alle paludi. Sono in grado di pascolare tutto l'anno e mantenere buone condizioni corporee anche senza alimentazione supplementare e con scarso aiuto da parte dell'uomo. Prosperano nei prati di scarsa qualità e nelle brughiere di gesso, affrontano le invasive erbe grossolane che minacciano la biodiversità e con i loro denti buoni e affilati sono in grado di pascolare molto vicino al terreno. Sono inoltre pascolatori altamente 'selettivi', ma affronteranno ginestre, giunchi, rovi e persino felci e occasionalmente esploreranno altri giovani arbusti ed alberi. Dunque i pony Exmoor sono un esempio all'interno della famiglia dei cavalli di alta efficienza nel settore della ricerca, raccolta, masticazione e digestione del cibo.
Susanna Baker, che lavora con lo Yorkshire Exmoor Pony Trust afferma che "Per la conservazione hanno a disposizione un certo numero di cose a loro favore: sono indipendenti, autosufficienti e adattati alle condizioni britanniche." La donna, che ha una grande conoscenza di questi pony, li vede come un bene prezioso per la conservazione dell'ambiente, dato che crescono nutrendosi anche di foraggi scadenti.
Oggi, le mandrie di pony degli Exmoor selvatici sono gestite in tutta la Gran Bretagna. Una mandria è stata persino esportata nella Repubblica Ceca nel 2014 nel tentativo di reintrodurre i pony selvatici. Quel programma è stato un tale successo che nel 2015 è stata inviata una seconda spedizione di pony. L'obiettivo di questo particolare progetto è quello di rivitalizzare i terreni della Repubblica Ceca che sono stati troppo coltivati, e restituirli alla loro precedente bellezza e produttività, dando un valore aggiunto al paesaggio.
Nella maggior parte del mondo i cavalli e pony selvaggi sono rari, perché vengono decimati attraverso la caccia o attraverso la selezione dell’uomo. I pony non sono solo un beneficio per l'ambiente, ma la loro presenza attira i visitatori e incrementa il turismo. Alla domanda sul futuro della razza, Susanna Baker risponde: "Gli Exmoor ispirano grande devozione e quindi la razza sarà probabilmente sicura in termini di numeri complessivi". Nel caso in cui si verificasse una catastrofe naturale o una malattia dovesse spazzare via le principali popolazioni di Exmoor, la genetica della razza non andrebbe persa, grazie alle mandrie presenti in altre parti del Regno Unito. Questi piccoli pony, anche se vengono ancora classificati come rari e in via di estinzione, sono sicuramente in crescita.

## Usi

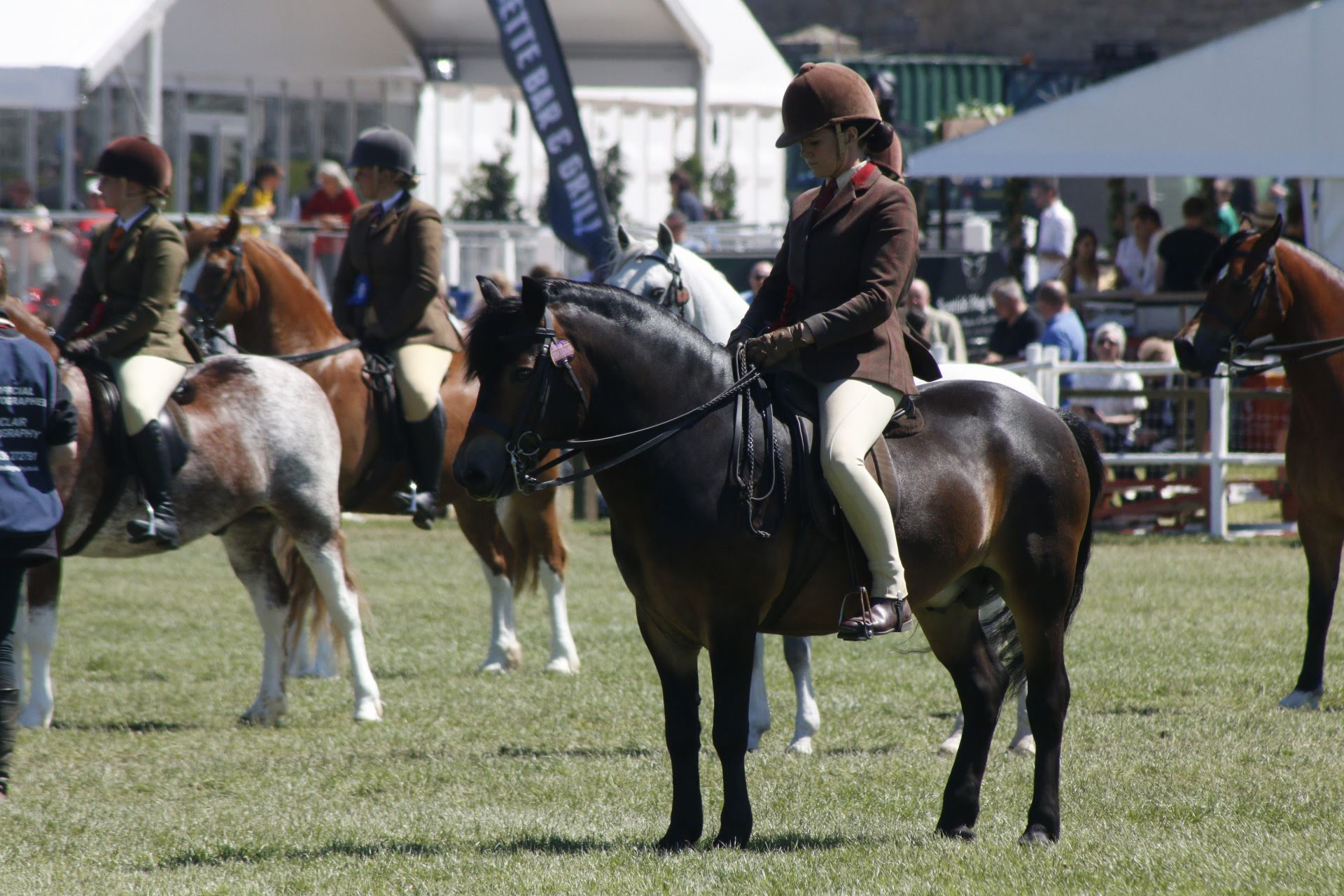
Lo stallone Exmoor Dunkery Wigeon nel campionato pony Mountain e Moorland al Royal Highland Show 2018

I pony Exmoor sono animali versatili, resistenti e in grado di adattare i loro zoccoli ad un’ampia varietà di attività. Storicamente, prima dell’introduzione della meccanizzazione, che nel Parco Nazionale di Exmoor è arrivata relativamente tardi, il pony locale veniva utilizzato dagli agricoltori per intraprendere qualsiasi tipo di lavoro. Il pony poteva infatti essere cavalcato per la pastorizia o imbracato per l'aratura e l'erpicatura. La famiglia lo utilizzava per spostarsi, oppure durante la guerra alcuni venivano persino usati come guardia domestica. Oggi la loro struttura robusta li rende eccellenti pony di famiglia, abbastanza piccoli per un bambino ma anche abbastanza robusti per trasportare un adulto di medie dimensioni. Di natura l'Exmoor ha un temperamento loquace, ma può comunque essere di difficile contatto, soprattutto se si tratta di pony allevati in libertà fin dalla nascita. Se invece sono abituati al contatto diretto con l’uomo possono diventare eccezionali competitori in molte discipline, divenendo forti e coraggiosi. Sempre più Exmoor si qualificano per i principali campionati nazionali come ad esempio 'Horse of the Year Show' e competono con successo anche nel dressage e nelle competizioni su lunghe distanze.Tra le razze autoctone presenti in gara di certo l’Exmoor è quella che viene spesso sottovalutata Oltre a ciò sono degli eccellenti pony da “traino” in quanto hanno una resistenza che gli permette di andare avanti tutto il giorno. In alcuni casi vengono addomesticati al traino perché i loro fantini diventano troppo alti e non sono più in grado di cavalcarli, allora trovano che questo tipo di utilizzo sia un modo adatto per continuare a girare con il pony.Relativamente alla loro versatilità e resistenza il veterinario William Youatt nel 1820 scriveva così “I pony Exmoor sono utili e robusti. Uno sportivo molto famoso racconta di averne montato uno e di non aver mai riscontrato prima tanta vivacità e resistenza. Per dare un’idea delle sue prestazioni, sappiate che portò il suo padrone di circa 90 chilogrammi da Bristol a South Moulton, coprendo una distanza di 140 chilometri.”

## Rarità
Il pony Exmoor è un animale molto raro. L’ultimo censimento effettuato a metà degli anni ottanta riporta la presenza di 800 pony totali. Per tale motivo il Rare Breeds Survival Trust lo aveva inizialmente inserito come animale "critico”. Da allora però la popolazione è salita a circa 1200 pony, determinando una riclassificazione della razza come “in via d’estinzione”. Questa scelta si basa sulla dimensione della popolazione riproduttiva. Di massima non tutti i 1200 pony sono allevati, molti infatti sono castroni o fattrici libere al pascolo. Si stima inoltre che a metà degli anni novanta la popolazione riproduttiva fosse inferiore ai 500 capi. Di questi, probabilmente meno della metà viveva libera in habitat naturali. Ad oggi ci sono circa 40 Exmoor in Nord America, ma si trovano anche in Ontario e Nuova Scozia, in Canada, nonché in California, Washington, Virginia e New York negli Stati Uniti.